# Élections législatives de 2022 en Lot-et-Garonne
Les élections législatives françaises de 2022 en Lot-et-Garonne se déroulent les 12 et 19 juin 2022. Dans le département, trois députés sont à élire dans le cadre de trois circonscriptions.

## Contexte

### Résultats de l'élection présidentielle de 2022 par circonscription
| Circonscription | 1er tour | 1er tour | 1er tour  |         | 2d tour | 2d tour |
| Circonscription | Macron   | Le Pen   | Mélenchon | Macron  | Le Pen  |         |
| --------------- | -------- | -------- | --------- | ------- | ------- | ------- |
| Circonscription |          |          |           |         |         |         |
| 1re             | 24,28 %  | 25,74 %  | 18,61 %   | 52,91 % | 47,09 % |         |
| 2e              | 22,31 %  | 29,27 %  | 17,37 %   | 46,61 % | 53,39 % |         |
| 3e              | 22,58 %  | 27,19 %  | 19,51 %   | 48,58 % | 51,42 % |         |

## Système électoral
Les élections législatives ont lieu au scrutin uninominal majoritaire à deux tours dans des circonscriptions uninominales.
Est élu au premier tour le candidat qui réunit la majorité absolue des suffrages exprimés et un nombre de voix au moins égal au quart (25 %) des électeurs inscrits dans la circonscription. Si aucun des candidats ne satisfait ces conditions, un second tour est organisé entre les candidats ayant réuni un nombre de voix au moins égal à un huitième des inscrits (12,5 %) ; les deux candidats arrivés en tête du premier tour se maintiennent néanmoins par défaut si un seul ou aucun d'entre eux n'a atteint ce seuil. Au second tour, le candidat arrivé en tête est déclaré élu.
Le seuil de qualification basé sur un pourcentage du total des inscrits et non des suffrages exprimés rend plus difficile l'accès au second tour lorsque l'abstention est élevée. Le système permet en revanche l'accès au second tour de plus de deux candidats si plusieurs d'entre eux franchissent le seuil de 12,5 % des inscrits. Les candidats en lice au second tour peuvent ainsi être trois, un cas de figure appelé « triangulaire ». Les second tours où s'affrontent quatre candidats, appelés « quadrangulaire » sont également possibles, mais beaucoup plus rares.

### Partis et nuances
Les résultats des élections sont publiés en France par le ministère de l'Intérieur, qui classe les partis en leur attribuant des nuances politiques. Ces dernières sont décidées par les préfets, qui les attribuent indifféremment de l'étiquette politique déclarée par les candidats, qui peut être celle d'un parti ou une candidature sans étiquette.
En 2022, seules les coalitions Ensemble (ENS) et Nouvelle Union populaire écologique et sociale (NUP), ainsi que le Parti radical de gauche (RDG), l'Union des démocrates et indépendants (UDI), Les Républicains (LR), le Rassemblement national (RN) et Reconquête (REC) se voient attribuer une nuance propre,,.
Tous les autres partis se voient attribuer l'une ou l'autre des nuances suivantes : DXG (divers extrême gauche), DVG (divers gauche), ECO (écologiste), REG (régionaliste), DVC (divers centre), DVD (divers droite), DSV (droite souverainiste) et DXD (divers extrême droite). Des partis comme Debout la France ou Lutte ouvrière ne disposent ainsi pas de nuance propre, et leurs résultats nationaux ne sont pas publiés séparément par le ministère, car mélangés avec d'autres partis (respectivement dans les nuances DSV et DXG),.

## Résultats

### Élus
| Circonscription | Député sortant    | Parti | Parti      | Député élu ou réélu | Parti | Parti |
| --------------- | ----------------- | ----- | ---------- | ------------------- | ----- | ----- |
| 1re             | Michel Lauzzana   |       | LREM       | Michel Lauzzana     |       | LREM  |
| 2e              | Alexandre Freschi |       | LREM - TdP | Hélène Laporte      |       | RN    |
| 3e              | Olivier Damaisin  |       | LREM       | Annick Cousin       |       | RN    |

### Résultats à l'échelle du département

#### Résultats par coalition
| Parti ou coalition                                           | Parti ou coalition                                           | Parti ou coalition                            | Premier tour | Premier tour | Premier tour | Second tour   | Second tour   | Second tour | Total Sièges  | +/-           |  |
| Parti ou coalition                                           | Parti ou coalition                                           | Parti ou coalition                            | Voix         | %            | Sièges       | Voix          | %             | Sièges      | Total Sièges  | +/-           |  |
| ------------------------------------------------------------ | ------------------------------------------------------------ | --------------------------------------------- | ------------ | ------------ | ------------ | ------------- | ------------- | ----------- | ------------- | ------------- |  |
|                                                              | Rassemblement national (RN)                                  | Rassemblement national (RN)                   | 34 411       | 27,82        | 0            | 54 426        | 47,63         | 2           | 2             | 2             |  |
|                                                              |                                                              | La République en marche (LREM)                | 31 370       | 25,37        | 0            | 32 812        | 28,71         | 1           | 1             | 2             |  |
| Total Ensemble (ENS)                                         | Total Ensemble (ENS)                                         | 31 370                                        | 25,37        | 0            | 32 812       | 28,71         | 1             | 1           | 2             |               |  |
|                                                              |                                                              | Europe Écologie Les Verts (EELV)              | 11 772       | 9,52         | 0            | Retrait       | Retrait       | Retrait     | 0             | en stagnation |  |
|                                                              | Parti socialiste (PS)                                        | 10 423                                        | 8,43         | 0            | 12 880       | 11,27         | 0             | 0           | en stagnation |               |  |
|                                                              | La France insoumise (LFI)                                    | 8 871                                         | 7,17         | 0            | 14 161       | 12,39         | 0             | 0           | en stagnation |               |  |
| Total Nouvelle Union populaire écologique et sociale (NUPES) | Total Nouvelle Union populaire écologique et sociale (NUPES) | 31 066                                        | 25,12        | 0            | 27 041       | 23,66         | 0             | 0           | en stagnation |               |  |
|                                                              |                                                              | Les Républicains (LR)                         | 10 242       | 8,28         | 0            |               |               |             | 0             | en stagnation |  |
| Total Union de la droite et du centre (UDC)                  | Total Union de la droite et du centre (UDC)                  | 10 242                                        | 8,28         | 0            | 0            | en stagnation |               |             |               |               |  |
|                                                              | Reconquête (REC)                                             | Reconquête (REC)                              | 6 505        | 5,26         | 0            | 0             | Nv            |             |               |               |  |
|                                                              | Le Mouvement de la ruralité (LMR)                            | Le Mouvement de la ruralité (LMR)             | 3 039        | 2,46         | 0            | 0             | Nv            |             |               |               |  |
|                                                              | Parti animaliste (PA)                                        | Parti animaliste (PA)                         | 2 014        | 1,63         | 0            | 0             | Nv            |             |               |               |  |
|                                                              | Lutte ouvrière (LO)                                          | Lutte ouvrière (LO)                           | 1 392        | 1,13         | 0            | 0             | en stagnation |             |               |               |  |
|                                                              |                                                              | Debout la France (DLF)                        | 1 051        | 0,85         | 0            | 0             | en stagnation |             |               |               |  |
| Total Union pour la France (UPF)                             | Total Union pour la France (UPF)                             | 1 051                                         | 0,85         | 0            | 0            | en stagnation |               |             |               |               |  |
|                                                              | Dissidents Ensemble                                          | Dissidents Ensemble                           | 908          | 0,73         | 0            | 0             | Nv            |             |               |               |  |
|                                                              | Parti radical de gauche (PRG)                                | Parti radical de gauche (PRG)                 | 866          | 0,70         | 0            | 0             | Nv            |             |               |               |  |
|                                                              |                                                              | Partit occitan (POC)                          | 321          | 0,26         | 0            | 0             | Nv            |             |               |               |  |
| Total Régions et peuples solidaires (R&PS)                   | Total Régions et peuples solidaires (R&PS)                   | 321                                           | 0,26         | 0            | 0            | Nv            |               |             |               |               |  |
|                                                              | Dissidents Rassemblement national                            | Dissidents Rassemblement national             | 277          | 0,22         | 0            | 0             | Nv            |             |               |               |  |
|                                                              | Parti ouvrier indépendant démocratique (POID)                | Parti ouvrier indépendant démocratique (POID) | 208          | 0,17         | 0            | 0             | Nv            |             |               |               |  |
|                                                              |                                                              |                                               |              |              |              |               |               |             |               |               |  |
| Suffrages exprimés                                           | Suffrages exprimés                                           | Suffrages exprimés                            | 123 670      | 97,00        |              | 114 279       | 90,54         |             |               |               |  |
| Votes blancs                                                 | Votes blancs                                                 | Votes blancs                                  | 2 606        | 2,04         | 8 463        | 6,71          |               |             |               |               |  |
| Votes nuls                                                   | Votes nuls                                                   | Votes nuls                                    | 1 224        | 0,96         | 3 476        | 2,75          |               |             |               |               |  |
| Total                                                        | Total                                                        | Total                                         | 127 500      | 100          | 0            | 126 218       | 100           | 3           | 3             | en stagnation |  |
| Abstentions                                                  | Abstentions                                                  | Abstentions                                   | 114 611      | 47,34        |              | 115 909       | 47,87         |             |               |               |  |
| Inscrits/Participation                                       | Inscrits/Participation                                       | Inscrits/Participation                        | 242 111      | 52,66        | 242 127      | 52,13         |               |             |               |               |  |

#### Résultats par nuance
| Nuance                 | Nuance                                         | Nuance                 | Premier tour | Premier tour | Premier tour | Second tour | Second tour   | Second tour | Total Sièges | +/-           |
| Nuance                 | Nuance                                         | Nuance                 | Voix         | %            | Sièges       | Voix        | %             | Sièges      | Total Sièges | +/-           |
| ---------------------- | ---------------------------------------------- | ---------------------- | ------------ | ------------ | ------------ | ----------- | ------------- | ----------- | ------------ | ------------- |
|                        | Rassemblement national                         | RN                     | 34 411       | 27,82        | 0            | 54 426      | 47,63         | 2           | 2            | 2             |
|                        | Ensemble !                                     | ENS                    | 31 370       | 25,37        | 0            | 32 812      | 28,71         | 1           | 1            | 2             |
|                        | Nouvelle Union populaire écologique et sociale | NUP                    | 31 066       | 25,12        | 0            | 27 041      | 23,66         | 0           | 0            | en stagnation |
|                        | Les Républicains                               | LR                     | 10 242       | 8,28         | 0            |             |               |             | 0            | en stagnation |
|                        | Reconquête                                     | REC                    | 6 505        | 5,26         | 0            | 0           | Nv            |             |              |               |
|                        | Divers droite                                  | DVD                    | 3 039        | 2,46         | 0            | 0           | en stagnation |             |              |               |
|                        | Ecologistes                                    | ECO                    | 2 014        | 1,63         | 0            | 0           | en stagnation |             |              |               |
|                        | Divers extrême gauche                          | DXG                    | 1 600        | 1,29         | 0            | 0           | en stagnation |             |              |               |
|                        | Droite souverainiste                           | DSV                    | 1 051        | 0,85         | 0            | 0           | en stagnation |             |              |               |
|                        | Divers centre                                  | DVC                    | 908          | 0,73         | 0            | 0           | Nv            |             |              |               |
|                        | Parti radical de gauche                        | RDG                    | 866          | 0,70         | 0            | 0           | Nv            |             |              |               |
|                        | Régionaliste                                   | REG                    | 321          | 0,26         | 0            | 0           | Nv            |             |              |               |
|                        | Divers extrême droite                          | DXD                    | 277          | 0,22         | 0            | 0           | Nv            |             |              |               |
|                        |                                                |                        |              |              |              |             |               |             |              |               |
| Suffrages exprimés     | Suffrages exprimés                             | Suffrages exprimés     | 123 670      | 97,00        |              | 114 279     | 90,54         |             |              |               |
| Votes blancs           | Votes blancs                                   | Votes blancs           | 2 606        | 2,04         | 8 463        | 6,71        |               |             |              |               |
| Votes nuls             | Votes nuls                                     | Votes nuls             | 1 224        | 0,96         | 3 476        | 2,75        |               |             |              |               |
| Total                  | Total                                          | Total                  | 127 500      | 100          | 0            | 126 218     | 100           | 3           | 3            | en stagnation |
| Abstentions            | Abstentions                                    | Abstentions            | 114 611      | 47,34        |              | 115 909     | 47,87         |             |              |               |
| Inscrits/Participation | Inscrits/Participation                         | Inscrits/Participation | 242 111      | 52,66        | 242 127      | 52,13       |               |             |              |               |

### Cartes

Nuance politique des candidats arrivés en tête dans chaque commune au 1er tour.
Nuance politique des candidats arrivés en tête dans chaque commune au 2e tour.

### Résultats par circonscription

#### Première circonscription
Député sortant : Michel Lauzzana (La République en marche).
| Candidat                 | Candidat                 | Parti et coalition       | Nuance                   | Premier tour | Premier tour | Second tour | Second tour |
| Candidat                 | Candidat                 | Parti et coalition       | Nuance                   | Voix         | %            | Voix        | %           |
| ------------------------ | ------------------------ | ------------------------ | ------------------------ | ------------ | ------------ | ----------- | ----------- |
|                          | Michel Lauzzana          | LREM (ENS)               | ENS                      | 13 309       | 29,64        | 20 328      | 51,48       |
|                          | Sébastien Delbosq        | RN                       | RN                       | 12 514       | 27,87        | 19 163      | 48,52       |
|                          | Maryse Combres           | EÉLV (NUPES)             | NUP                      | 11 772       | 26,21        | Retrait     | Retrait     |
|                          | Bertrand Girardi         | LR (UDC)                 | LR                       | 2 542        | 5,66         |             |             |
|                          | Marie-Line Bruyères      | REC                      | REC                      | 2 220        | 4,94         |             |             |
|                          | Benoît Aurices           | DLF (UPF)                | DSV                      | 1 051        | 2,34         |             |             |
|                          | Sophie Rambourg          | PA                       | ECO                      | 899          | 2,00         |             |             |
|                          | Mohamed El Marbati       | LO                       | DXG                      | 600          | 1,34         |             |             |
|                          |                          |                          |                          |              |              |             |             |
| Votes valides            | Votes valides            | Votes valides            | Votes valides            | 44 907       | 96,70        | 39 491      | 89,58       |
| Votes blancs             | Votes blancs             | Votes blancs             | Votes blancs             | 1 073        | 2,31         | 3 360       | 7,62        |
| Votes nuls               | Votes nuls               | Votes nuls               | Votes nuls               | 459          | 0,99         | 1 236       | 2,80        |
| Total                    | Total                    | Total                    | Total                    | 46 439       | 100          | 44 087      | 100         |
| Abstention               | Abstention               | Abstention               | Abstention               | 42 241       | 47,63        | 44 602      | 50,29       |
| Inscrits / participation | Inscrits / participation | Inscrits / participation | Inscrits / participation | 88 680       | 52,37        | 88 689      | 49,71       |

#### Deuxième circonscription
Député sortant : Alexandre Freschi (La République en marche - Territoires de progrès).
| Candidat                 | Candidat                   | Parti et coalition       | Nuance                   | Premier tour | Premier tour | Second tour | Second tour |
| Candidat                 | Candidat                   | Parti et coalition       | Nuance                   | Voix         | %            | Voix        | %           |
| ------------------------ | -------------------------- | ------------------------ | ------------------------ | ------------ | ------------ | ----------- | ----------- |
|                          | Hélène Laporte             | RN                       | RN                       | 12 233       | 30,55        | 16 516      | 39,44       |
|                          | Christophe Courrègelongue, | PS (NUPES)               | NUP                      | 10 423       | 26,03        | 12 880      | 30,75       |
|                          | Alexandre Freschi          | LREM - TdP (ENS)         | ENS                      | 10 259       | 25,62        | 12 484      | 29,81       |
|                          | Martine Calzavara          | LR (UDC)                 | LR                       | 2 339        | 5,84         |             |             |
|                          | Isabelle Hénaff            | REC                      | REC                      | 2 018        | 5,04         |             |             |
|                          | Patrick Maurin             | LMR                      | DVD                      | 1 604        | 4,01         |             |             |
|                          | Michel Vendège             | PA                       | ECO                      | 646          | 1,61         |             |             |
|                          | Laëtitia Redoulez          | LO                       | DXG                      | 516          | 1,29         |             |             |
|                          |                            |                          |                          |              |              |             |             |
| Votes valides            | Votes valides              | Votes valides            | Votes valides            | 40 038       | 97,28        | 41 880      | 97,33       |
| Votes blancs             | Votes blancs               | Votes blancs             | Votes blancs             | 741          | 1,80         | 715         | 1,66        |
| Votes nuls               | Votes nuls                 | Votes nuls               | Votes nuls               | 379          | 0,92         | 434         | 1,01        |
| Total                    | Total                      | Total                    | Total                    | 41 158       | 100          | 43 029      | 100         |
| Abstention               | Abstention                 | Abstention               | Abstention               | 36 278       | 46,85        | 34 422      | 44,44       |
| Inscrits / participation | Inscrits / participation   | Inscrits / participation | Inscrits / participation | 77 436       | 53,15        | 77 451      | 55,56       |

#### Troisième circonscription
Député sortant : Olivier Damaisin (La République en marche).
| Candidat                 | Candidat                 | Parti et coalition       | Nuance                   | Premier tour | Premier tour | Second tour | Second tour |
| Candidat                 | Candidat                 | Parti et coalition       | Nuance                   | Voix         | %            | Voix        | %           |
| ------------------------ | ------------------------ | ------------------------ | ------------------------ | ------------ | ------------ | ----------- | ----------- |
|                          | Annick Cousin            | RN                       | RN                       | 9 664        | 24,96        | 18 747      | 56,97       |
|                          | Xavier Czapla            | LFI (NUPES)              | NUP                      | 8 871        | 22,91        | 14 161      | 43,03       |
|                          | Olivier Damaisin         | LREM (ENS)               | ENS                      | 7 802        | 20,15        |             |             |
|                          | Jean-Louis Costes        | LR (UDC)                 | LR                       | 5 361        | 13,84        |             |             |
|                          | Geoffroy Gary            | REC                      | REC                      | 2 267        | 5,85         |             |             |
|                          | Alain Merly              | LMR                      | DVD                      | 1 435        | 3,71         |             |             |
|                          | Pierre Soubiran          | MoDem diss.              | DVC                      | 908          | 2,34         |             |             |
|                          | Jacques Vialettes        | PRG                      | RDG                      | 866          | 2,24         |             |             |
|                          | Mathias Bouffies         | PA                       | ECO                      | 469          | 1,21         |             |             |
|                          | Thérèse de Boissezon     | POC (R&PS)               | REG                      | 321          | 0,83         |             |             |
|                          | Jean-Jacques Fanchtein   | RN diss.                 | DXD                      | 277          | 0,72         |             |             |
|                          | Bernadette Gasc          | LO                       | DXG                      | 276          | 0,71         |             |             |
|                          | Myriam Sider             | POID                     | DXG                      | 208          | 0,54         |             |             |
|                          |                          |                          |                          |              |              |             |             |
| Votes valides            | Votes valides            | Votes valides            | Votes valides            | 38 725       | 97,05        | 32 908      | 84,16       |
| Votes blancs             | Votes blancs             | Votes blancs             | Votes blancs             | 792          | 1,98         | 4 388       | 11,22       |
| Votes nuls               | Votes nuls               | Votes nuls               | Votes nuls               | 386          | 0,97         | 1 806       | 4,62        |
| Total                    | Total                    | Total                    | Total                    | 39 903       | 100          | 39 102      | 100         |
| Abstention               | Abstention               | Abstention               | Abstention               | 36 092       | 47,49        | 36 885      | 48,54       |
| Inscrits / participation | Inscrits / participation | Inscrits / participation | Inscrits / participation | 75 995       | 52,51        | 75 987      | 51,46       |